# گمینا خالینوو
گمینا خالینوو (به لهستانی:  Gmina Halinów) یک گمینا در لهستان است که در شهرستان مینگسک واقع شده‌است. گمینا خالینوو ۶۳٫۰۹ کیلومتر مربع مساحت و ۱۵٬۰۷۰ نفر جمعیت دارد.